# حس برتر (مستند تلویزیونی)
حس برتر نام یک مجموعهٔ مستند تلویزیونی است.
این مجموعه توسط بخش تاریخ طبیعی بی‌بی‌سی تهیه گردید و اولین بار در انگلستان در سال ۱۹۸۸ میلادی (۱۳۶۷ خورشیدی) پخش گردید. این مستند با بهره‌گیری از جلوه‌ها و روشهای فیلمبرداری نوآورانه نشان می‌دهد که جانوران چگونه جهان اطراف خود را مشاهده و درک می‌کنند.
دوبلهٔ فارسی این اثر در سال ۱۳۶۸ با روایت داوود نماینده از شبکهٔ اول سیما پخش گردید.